# Judy Gringer
Judy Gringer, född 23 januari 1941, är en dansk skådespelare.

## Filmografi (urval)
- 1997 - Taxa (TV-serie, gästroll)
- 1988 - Himmel och helvete
- 1983 - Otto är en noshörning
- 1978 – Släkten
- 1976 - I lejonets tecken
- 1972 - Takt och ton i himmelsängen
- 1961 – Amor på villovägar
- 1960 – Sommar och syndare
- 1958 - Livat i lumpen
- 1958 – Guld och gröna skogar